# Un anno da ricordare
Un anno da ricordare (Secretariat) è un film del 2010 diretto da Randall Wallace.
La pellicola narra la storia vera di Secretariat, un cavallo di razza purosangue inglese che collezionò una serie strepitosa di vittorie all'inizio degli anni '70.

## Trama
1969. Penny Chenery, nonostante abbia quattro figli e suo marito a Denver, si impegna a prendere in consegna le Scuderie Meadow con sede in Virginia, eredità della famiglia di origine.
Contro ogni previsione la donna, grazie all'aiuto dell'allenatore Lucien Laurin, riesce a lavorare in un settore sportivo dominato dagli uomini, e alla fine ad allenare il primo vincitore della Triple Crown americana dopo 25 anni dall'ultimo campione, portando Secretariat a divenire uno dei più grandi cavalli da corsa di tutti i tempi.

## Produzione
Il film è prodotto e distribuito dalla Walt Disney Pictures. Le riprese del film sono state effettuate a Louisville (nel Kentucky) e in Louisiana. Tra gli interpreti principali John Malkovich nel ruolo di Lucien Laurin, l'allenatore del cavallo, Diane Lane nel ruolo della proprietaria Penny Chenery e AJ Michalka nel ruolo della figlia di quest'ultima.

## Distribuzione
Il film è uscito nelle sale cinematografiche statunitensi l'8 ottobre 2010 e in quelle italiane il 10 giugno 2011.

## Colonna sonora
It's Who You Are è la canzone principale della colonna sonora del film ed è interpretata da AJ Michalka del gruppo Aly & AJ.

## Riconoscimenti
- 2010 - Satellite Award
  - Nomination Miglior fotografia a Dean Semler
  - Nomination Miglior suono a Kami Asgar, Sean McCormack, David O. Daniel, Kevin O'Connell e Beau Borders
- 2010 - Christopher Awards
  - Miglior film a Randall Wallace, Gordon Gray, Mike Rich, Mark Ciardi e Bill Johnson
- 2010 - Phoenix Film Critics Society Awards
  - Nomination Miglior film per la famiglia
- 2011 - ESPY Awards
  - Nomination Miglior film sportivo